# Бая-е-Латіна
Бая-е-Латіна (італ. Baia e Latina) — муніципалітет в Італії, у регіоні Кампанія,  провінція Казерта.
Бая-е-Латіна розташована на відстані близько 165 км на південний схід від Рима, 55 км на північ від Неаполя, 27 км на північ від Казерти.
Населення — 2209 осіб (2014).

## Демографія
Населення за роками:

Станом на 1 січня 2023 року в муніципалітеті офіційно проживало 90 іноземців з 8 країн, серед них 22 громадяни країн Євросоюзу та 3 громадяни України.

## Сусідні муніципалітети
- Аліфе
- Драгоні
- П'єтравайрано
- Роккаромана
- Сант'Анджело-д'Аліфе